# 安全邻居发现
安全邻居发现（英語：Secure Neighbor Discovery，缩写SEND）协议是IPv6中邻居发现协议（NDP）的一个安全扩展，在 RFC 3971 中定义，在 RFC 6494 中被更新。
邻居发现协议在IPv6中负责在本地链路上发现其他网络节点，从而确定其他节点的链路层地址，以及查找可用的路由器和维护至其他活动邻居节点路径的可达性信息（ RFC 4861 ）。NDP设计并非安全，易受恶意干扰。SEND的目的是提供一种备用机制，使用独立的IPsec（保护IPv6通信的原生和固有方法）以加密方法保护NDP。
SEND为NDP中使用的ICMPv6封包类型使用密码学生成地址（CGA）和其他新NDP选项。
SEND被 RFC 6494 更新为使用资源公钥基础设施（RPKI）， RFC 6495 定义SEND证书配置使用一个修改后的 RFC 6487 RPKI证书配置，其中必须包含一个 RFC 3779 IP地址委托扩展。
由于CGA目前使用SHA-1散列算法和PKIX证书，并且不提供对替代散列算法的支持，因此 RFC 6273 中表示SEND使用的散列函数存在被攻击风险。

## 实现
- Cisco IOS 12.4(24)T and newer （页面存档备份，存于）
- Docomo USL SEND fork[永久]
- Easy-SEND （页面存档备份，存于）
- ipv6-send-cga（页面存档备份，存于）、华为和北京邮电大学
- NDprotector、南巴黎电信学校
- Native SeND kernel API（页面存档备份，存于）
- TrustRouter
- USL SEND（已终止），NTT DoCoMo
- WinSEND （页面存档备份，存于）